# Marcin Kolusz
Marcin Kolusz (ur. 18 stycznia 1985 w Limanowej) – polski hokeista, reprezentant kraju.

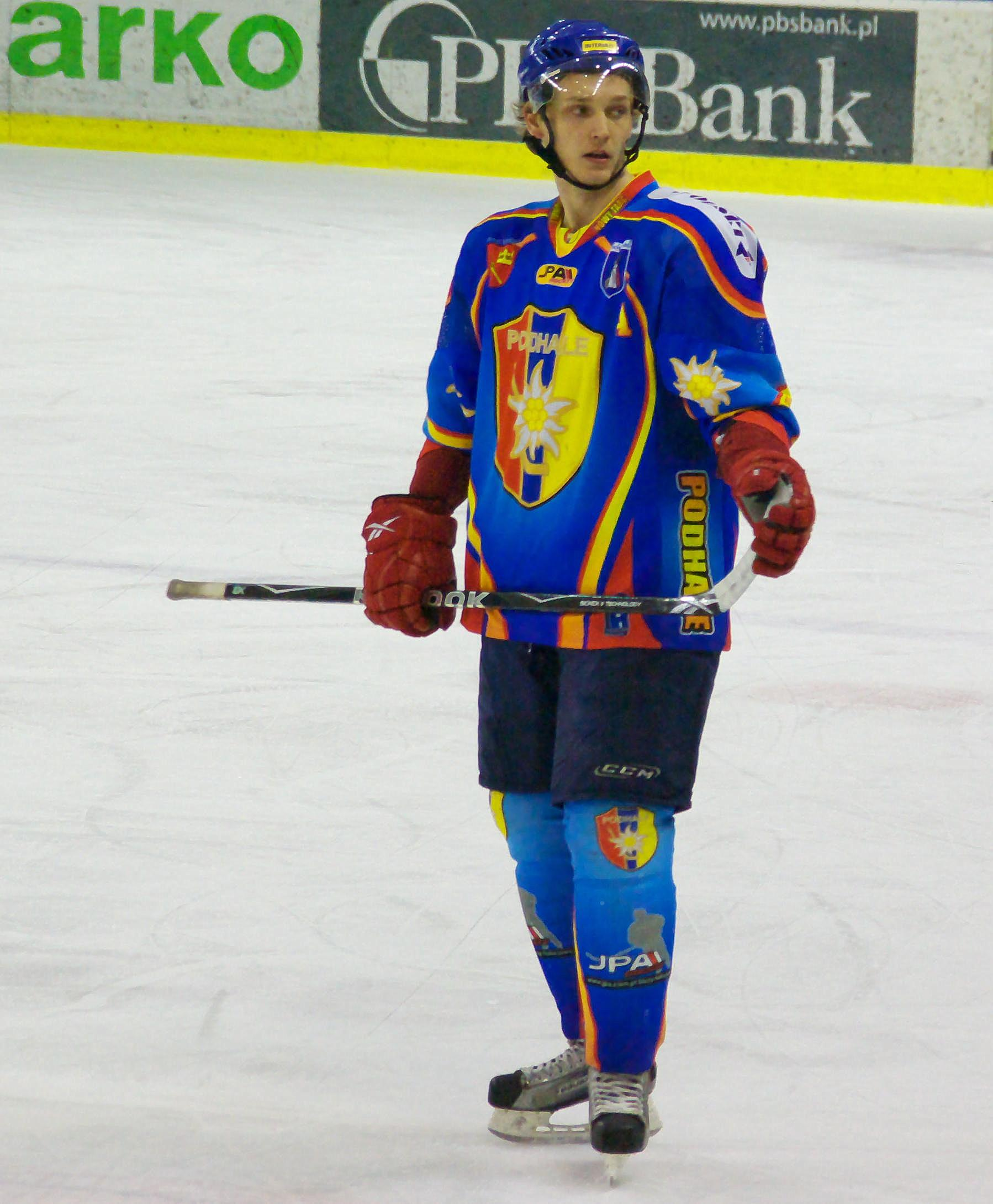
Marcin Kolusz w barwach Podhala (2011)

## Kariera klubowa
Karierę rozpoczynał w Podhalu Nowy Targ i już w wieku 15 lat zadebiutował w barwach tej drużyny w ekstralidze, co uczyniło go najmłodszym debiutantem w historii klubu. Dzięki dobrej grze na mistrzostwach świata juniorów w 2003 dostrzegli go łowcy talentów z północnoamerykańskiej ligi NHL i w 2003 został wydraftowany z 157 numerem do klubu Minnesota Wild (jako drugi po Patryku Pyszu nowotarżanin w historii). Wkrótce potem, w drafcie do kanadyjskich rozgrywek juniorskich CHL z 2003 jako napastnik (center względnie lewoskrzydłowy) został wybrany przez klub Vancouver Giants z numerem 17 jako trzeci Polak w historii tej organizacji. W barwach tej drużyny rozegrał sezon 2003/04 w lidze WHL. Po roku powrócił do Polski. W sezonie 2004/05 został wybrany przez kibiców Podhala najlepszym zawodnikiem. Następnie podpisał kontrakt z ekstraligowym czeskim klubem HC Oceláři Trzyniec. W pierwszym sezonie początkowo grał w filialnych klubach Trzyńca, w związku z czym ponownie zdecydował się na powrót do Nowego Targu. W sezonie 2006/07 wywalczył miejsce w podstawowym składzie Oceláři i razem z zespołem zakwalifikował się do ćwierćfinału play-off. Po słabszym sezonie 2007/08 (jeden strzelony gol) nowy trener Antonín Stavjaňa zrezygnował z jego usług.
W czerwcu 2008 podpisał jednoroczny kontrakt (z opcją przedłużenia o rok) z ekstraligowym słowackim klubem HK ŠKP Poprad. Po rozegraniu 53 spotkań, w których strzelił jedną bramkę i zaliczył 13 asyst, rozwiązał kontrakt z klubem i wrócił na fazę play-off polskiej ligi do Nowego Targu. Rozegrał dwa spotkania w rywalizacji o trzecie miejsce przeciwko Stoczniowcowi Gdańsk, w których strzelił dwa gole i zaliczył asystę. Nie wystąpił w pozostałych meczach rywalizacji o brązowy medal, ponieważ międzynarodowa organizacja hokeja lodzie IIHF uznała jego potwierdzenie do gry w Podhalu za niezgodne z obowiązującymi przepisami.
17 marca 2010 wywalczył z Podhalem złoty medal mistrzostw Polski sezonu 2009/10. Po wycofaniu drużyny Podhala z rozgrywek PLH, został graczem MMKS Podhale Nowy Targ i w sezonie 2010/11 zajął z klubem 5. miejsce w rozgrywkach. Po zakończeniu sezonu, w maju 2011 doszedł do porozumienia z KH Sanok w sprawie transferu. Następnie ofertę gry złożyła mu również Cracovia, jednak ostatecznie 17 maja podpisał kontrakt z klubem z Sanoka i jego zawodnikiem był do końca sezonu 2012/13.
Od 2013 był graczem 1928 KTH Krynica. 22 listopada 2013 rozwiązał kontrakt z tym klubem. Od 23 listopada 2013 reprezentował GKS Tychy. Pod koniec kwietnia 2015 przedłużył kontrakt z klubem o dwa lata. Od maja 2017 ponownie był hokeistą macierzystego Podhala. Przed sezonem PHL 2017/2018 został kapitanem drużyny. Latem 2019 przestał być członkiem drużyny. We wrześniu 2019 przeszedł do GKS Katowice.
W maju 2020 związał się kontraktem z fińskim Vaasan Sport. Po rehabilitacji spowodowanej kontuzją zadebiutował 13 listopada 2020 w rozgrywkach Liiga sezonu 2020/21. Tym samym został drugim w historii Polakiem, grającym w najwyższej lidze fińskiej (pierwszym był Mariusz Czerkawski). 30 grudnia 2020 ogłoszono rozwiązanie jego kontraktu za porozumieniem stron. Na początku stycznia 2021 zaanonsowano jego przejście do słowackiej Dukli Michalovce. W sezonie 2020/21 zdobył z tą drużyn brązowy medal mistrzostw Słowacji.
W sierpniu 2021 ogłoszono jego transfer do Podhala. W styczniu 2022 poinformowano, że przedłużył umowę z Podhalem na sezon 2022/23, a na czas do końca sezonu 2021/22 został wypożyczony do GKS Katowice. Mimo tego w czerwcu 2022 podano do wiadomości, że przedłużył o rok umowę z katowickim klubem.
Pod koniec grudnia 2023 ponownie został zaangażowany przez JKH. Od maja 2024 zawodnik Podhala.  W grudniu 2024 ogłoszono jego angaż w Re-Plast Unii Oświęcim. Po sezonie 2024/2025 odszedł z Unii.

## Kariera reprezentacyjna
W reprezentacji Polski do lat 18 wystąpił w mistrzostwach świata juniorów U-18 w 2001, 2002, 2003 (Dywizja I), a w reprezentacji Polski do lat 20 w mistrzostwach świata juniorów U-20 w 2003, 2004, 2005.
W seniorskiej reprezentacji Polski zadebiutował 11 kwietnia 2005 w wygranym 3:1 towarzyskim spotkaniu z Francją w Oświęcimiu. Uczestniczył w mistrzostwach świata 2006, 2007, 2008, 2009, 2010, 2011 (Dywizja IA), 2012, 2013, 2014 (Dywizja IB), 2015, 2016, 2017, 2018 (Dywizja IA), 2019 (Dywizja IB), 2023 (Dywizja IA), 2024 (Elita). W Mistrzostwach Świata 2022 (I Dywizji) nie wystąpił na skutek braku szczepienia przeciwko COVID-19. W listopadzie 2011 przez selekcjonera Wiktora Pysza został mianowany kapitanem reprezentacji Polski.
28 kwietnia 2009 decyzją Wydziału Gier i Dyscypliny PZHL został ukarany roczną dyskwalifikacją oraz karą pieniężną w wysokości 6000 zł (sankcja dotyczyła zarówno meczów kadry Polski, jak i meczów ligowych). Kara była spowodowana zajściami, jakie miały miejsce nad ranem 18 kwietnia 2009 (tuż po zakończeniu turnieju Mistrzostw Świata I Dywizji), gdy w toruńskim hotelu Mercure Helios doszło do ekscesów i bójki w gronie hokejowej kadry Polski (w ich trakcie Krzysztof Oliwa, ówczesny menadżer kadry złamał Koluszowi nos). Wraz z nim dyskwalifikacją ukarany został biorący udział w incydencie Krystian Dziubiński. W listopadzie 2009 po upływie połowy odbywanej kary, WGiD PZHL przychylił się do wniosku ukaranych i zawiesił na okres 1-go roku dalsze wykonanie kary dyskwalifikacji orzeczonej wobec obu hokeistów, w związku z czym powrócili do gry.

## Sukcesy
Reprezentacyjne
- Awans do mistrzostw świata do lat 18 Dywizji I: 2002
- Awans do mistrzostw świata do lat 20 Dywizji I Grupy A: 2004
- Awans do mistrzostw świata Dywizji I Grupy A: 2014
- Awans do mistrzostw świata Elity: 2023

Klubowe
- Złoty medal mistrzostw Polski: 2010 z Podhalem Nowy Targ, 2012 z Ciarko PBS Bank KH Sanok, 2015 z GKS Tychy, 2022, 2023 z GKS Katowice
- Brązowy medal mistrzostw Polski: 2006, 2018 z Podhalem Nowy Targ, 2020[40] z GKS Katowice
- Puchar Polski: 2005 z Podhalem Nowy Targ, 2011 z Ciarko PBS Bank KH Sanok, 2014, 2016 z GKS Tychy
- Srebrny medal mistrzostw Polski: 2014, 2016, 2017 z GKS Tychy
- Superpuchar Polski: 2015 z GKS Tychy, 2022 z GKS Katowice
- Trzecie miejsce w Superfinale Pucharu Kontynentalnego: 2016 z GKS Tychy
- Brązowy medal mistrzostw Słowacji: 2021 z Duklą Michalovce
- Finał Pucharu Polski: 2023 z JKH GKS Jastrzębie

Indywidualne
- Mistrzostwa świata do lat 18 w hokeju na lodzie mężczyzn 2002/II Dywizja:
  - Piąte miejsce w klasyfikacji strzelców turnieju: 6 goli[41]
  - Drugie miejsce w klasyfikacji asystentów turnieju: 8 asyst[42]
  - Trzecie miejsce w klasyfikacji kanadyjskiej turnieju: 14 punktów[43][44]
- Mistrzostwa świata do lat 18 w hokeju na lodzie mężczyzn 2003/I Dywizja:
  - Pierwsze miejsce w klasyfikacji strzelców turnieju: 4 gole[45]
  - Drugie miejsce w klasyfikacji asystentów turnieju: 3 asysty[46]
  - Pierwsze miejsce w klasyfikacji kanadyjskiej turnieju: 7 punktów[47][48]
- Mistrzostwa Świata Juniorów w Hokeju na Lodzie 2004/II Dywizja#Grupa A:
  - Pierwsze miejsce w klasyfikacji strzelców turnieju: 8 goli[49]
  - Trzecie miejsce w klasyfikacji asystentów turnieju: 10 asyst[50]
  - Pierwsze miejsce w klasyfikacji kanadyjskiej turnieju: 18 punktów[51]
  - Czwarte miejsce w klasyfikacji +/− turnieju: +17[52]
- Mistrzostwa świata do lat 18 w hokeju na lodzie mężczyzn 2002/II Dywizja:
  - Piąte miejsce w klasyfikacji strzelców turnieju: 6 goli[41]
  - Drugie miejsce w klasyfikacji asystentów turnieju: 8 asyst[42]
  - Trzecie miejsce w klasyfikacji kanadyjskiej turnieju: 14 punktów[43]
- Mistrzostwa świata do lat 18 w hokeju na lodzie mężczyzn 2003/I Dywizja Grupa B:
  - Pierwsze miejsce w klasyfikacji strzelców turnieju: 4 gole[45]
  - Drugie miejsce w klasyfikacji asystentów turnieju: 3 asysty[46]
  - Pierwsze miejsce w klasyfikacji kanadyjskiej turnieju: 7 punktów[47]
- Mistrzostwa Świata w Hokeju na Lodzie 2012/I Dywizja#Grupa B:
  - Pierwsze miejsce w klasyfikacji asystentów turnieju: 6 asyst
  - Pierwsze miejsce w klasyfikacji kanadyjskiej turnieju: 10 punktów
  - Najlepszy napastnik turnieju
  - Skład gwiazd turnieju
- Mistrzostwa Świata w Hokeju na Lodzie 2013/I Dywizja#Grupa B:
  - Drugie miejsce w klasyfikacji asystentów: 7 asyst
- Polska Hokej Liga (2013/2014):
  - Pierwsze miejsce w klasyfikacji +/− w sezonie zasadniczym: +53
- Mistrzostwa Świata w Hokeju na Lodzie 2014/I Dywizja#Grupa B:
  - Najlepszy zawodnik reprezentacji na turnieju[53]
- Mistrzostwa Świata w Hokeju na Lodzie 2015/I Dywizja#Grupa A:
  - Szóste miejsce w klasyfikacji asystentów turnieju: 3 asysty[54]
  - Ósme miejsce w klasyfikacji kanadyjskiej turnieju: 5 punktów[55]
  - Skład gwiazd turnieju[56][57]
  - Jeden z trzech najlepszych zawodników reprezentacji w turnieju[58]
- Puchar Kontynentalny 2015/2016#Superfinał – grupa F:
  - Drugie miejsce w klasyfikacji strzelców turnieju: 2 gole[59]
  - Piąte miejsce w klasyfikacji kanadyjskiej turnieju: 3 punkty[60]
- Mistrzostwa Świata w Hokeju na Lodzie 2018/I Dywizja#Grupa A:
  - Czwarte miejsce w klasyfikacji skuteczności wygrywanych wznowień: 57,50%[61]
- Mistrzostwa Świata w Hokeju na Lodzie 2019/I Dywizja#Grupa B:
  - Pierwsze miejsce w klasyfikacji asystentów turnieju: 6 asyst[62]
  - Pierwsze miejsce w klasyfikacji +/- turnieju: +11[63]

Wyróżnienie
- 3. miejsce w 53. Plebiscycie Nowin na 10 Najlepszych Sportowców Podkarpacia 2012 roku[64]